# Fannia lucidula
Fannia lucidula là một loài ruồi trong họ Fanniidae.

## Hình ảnh

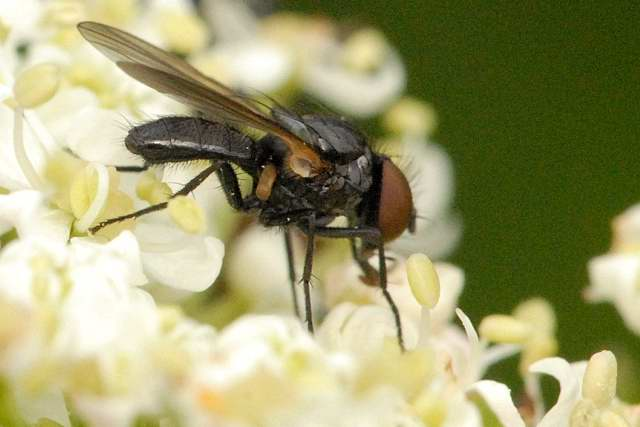